# البوصلة الذهبية (فلم)
البوصلة الذهبية (بالإنجليزية: The Golden Compass) هو فيلم مغامرة تم إنتاجه في المملكة المتحدة والولايات المتحدة سنة 2007.

## طاقم التمثيل
- نيكول كيدمان
- سام إليوت
- إيفا جرين
- داكوتا بلو ريتشاردز
- دانيال كريغ

## القصة
الفيلم مبني على الرواية القديمة لفيليب بولمان القصة تدور حول البوصلة الذهبية التي تنقل حاملها إلى عالم اّخر خيالي، عالم تظهر فيه أرواح البشر كحيوانات وسحرة ودببة، عالم متواز تسافر فيه الطفلة ليرا إلى الشمال البعيد لتنقذ أعز اصدقائها وأطفال اخرين من تجارب مرعبة تجريها منظمة غامضة إسمها The Gobbers السراطين .

## الميزانية والإيرادات
بلغت تكلفة إنتاج الفيلم حوالي 180 مليون دولار بينما حقق أرباحا تقدر بـ 372,234,864 دولار.

## وصلات خارجية
- مقالات تستعمل روابط فنية بلا صلة مع ويكي بيانات